# RKS Topolná

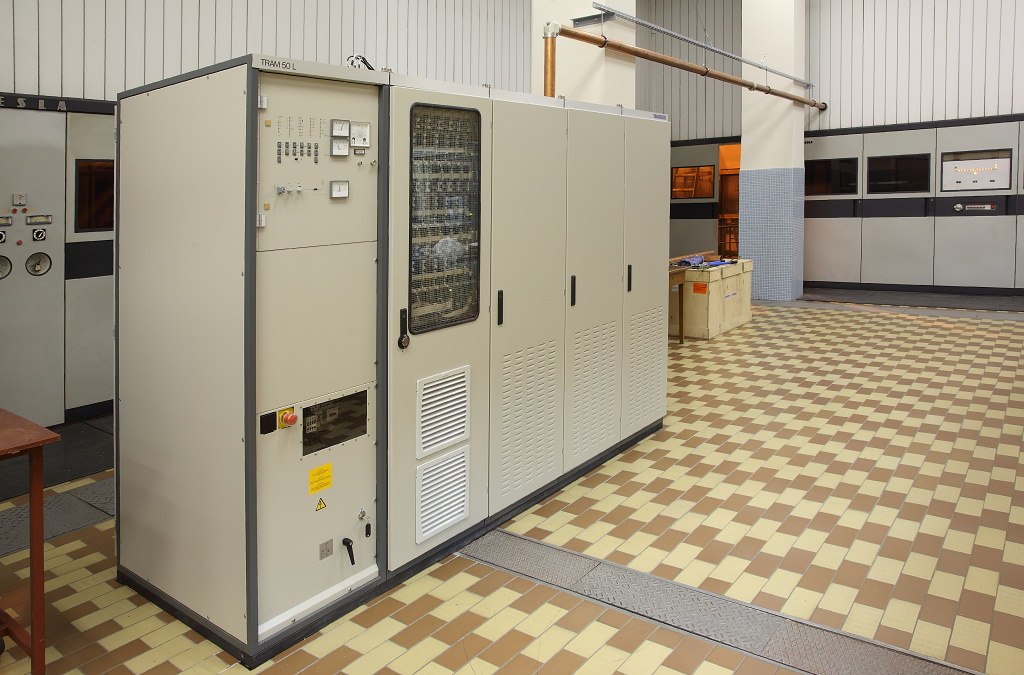
Nový 50 kW vysílač: Pět 19" skříní vedle sebe, měděná roura vpravo nahoře je výstupní koaxiální vedení.

RKS Topolná byl dlouhovlnný vysílač, který sloužil k rozhlasovému vysílání. Sestával ze dvou stožárů umístěných u obce Topolná v okrese Uherské Hradiště. Každý ze stožárů byl 270 m vysoký (bez výsuvné části stožáru 257 m). Středisko bylo vybaveno vysílači schopnými sdruženého výkonu 1500 kW (v roce 1994 došlo ke snížení vysílacího výkonu střediska používáním střídavě vždy jen jednoho vysílače, tedy 750 kW, později snížen na konstrukční minimum 650 kW). RKS Topolná byl v provozu již od roku 1951. V minulosti sloužila vodní elektrárna Spytihněv jako záložní zdroj energie pro tento vysílač, v případě výpadku dodávky energie z rozvodné sítě. 
Vysílač byl v minulosti nejvýkonnějším ve střední Evropě. Vysílání z Topolné dosáhlo až do Číny, Indie, Madagaskaru či Japonska. Před svým stržením byly stožáry vysílače uváděny jako 11. nejvyšší stavba v Česku.
Při invazi vojsk Varšavské smlouvy v srpnu 1968 byl nejdéle vysílající stanicí, jež vysílala necenzurované zprávy do republiky i zahraničí.  Jako poslední byl z tohoto vysílače šířen program stanice Český rozhlas Radiožurnál na frekvenci 270 kHz, jehož vysílání bylo ukončeno 31. 12. 2021 ve 23:59:59.
Vysílač byl taktéž součástí systému RADIO-HELP, který zprostředkovává přenos informací v mimořádných situacích. Pro tyto účely byl do stávajícího analogového dlouhovlnného vysílání rozhlasového vysílače superponován digitální signál formátu HD Radio.
Z důvodů finančních úspor původně Český rozhlas rozhodl, že o půlnoci z 28. února na 1. března 2014 bude vysílání ukončeno. K tomu nakonec nedošlo a namísto toho byl vysílač pouze vyměněn za nový s menším dosahem, pracující s výkonem 50 kW. Možnost takovéto dohody s Českými Radiokomunikacemi nastínil již 13. února 2014 v pořadu Radiožurnálu generální ředitel Českého rozhlasu Peter Duhan. Definitivní konec vysílání nastal 31. prosince 2021.

## Po skončení provozu
Z důvodu vysokých nákladů na údržbu plánoval vlastník co nejrychlejší demolici stožárů. I poté, co stavební úřad v Bílovicích vydal pravomocné rozhodnutí o odstranění stavby, obec Topolná usilovala o záchranu stožárů. Náklady na nutnou výměnu kotvicích lan byly vyčísleny na 40 milionů Kč a náklady na roční údržbu areálu na 3 miliony Kč, což si však obec Topolná nemohla dovolit financovat.
V únoru 2022 navrhl anonym ministerstvu kultury prohlášení areálu vysílače za kulturní památku. Starosta Topolné předpokládal, že autorem žádosti je někdo z komunity radioamatérů, mezi nimiž byl vysílač populární.
Ministerstvo kultury návrh projednávalo, kladně se k návrhu vyjádřil Národní památkový ústav, Zlínský kraj i město Uherské Hradiště. Žádná z institucí se však nevyjádřila k financování možné památky, k otázce dalšího využití areálu, jeho zabezpečení, respektive způsobu jeho nezbytné průběžné údržby po jeho případném prohlášení za kulturní památku. Prohlášení za kulturní památku bylo očekáváno nejpozději na podzim 2022. Ministerstvo kultury nezpochybnilo unikátnost a symbolickou a technickou hodnotu vysílače, ale upozornilo, že reálné možnosti smysluplného využívání takového technického objektu jsou do budoucna omezené, muzealizace areálu by si vyžádala počáteční náklady v nižších desítkách milionů Kč a sporné by bylo i zpřístupnění areálu pro veřejnost.
České radiokomuikace od ledna 2022 zvažovaly dvě varianty, tj. zachování areálu za předpokladu, že jej nový majitel finančně utáhne, nebo demolici. Nový způsob využití se však ani po půl roce nenašel. Dne 28. 7. 2022 byl vysílač řízeně odstřelen. Obec o datu odstřelu nebyla předem informována a starosta se o plánovaném odstřelu dozvěděl téhož dne ráno náhodně od místních zemědělců.
Majitelem pozemků je soukromý podnikatel z Prahy, který v sousedství založil dančí oboru, proto starosta předpokládá, že obora bude rozšířena i do oblasti dosavadního vysílacího areálu, protože „nic jiného než pastva tam v podstatě ani vzniknout nemůže“.